# Fannie Barrier Williams
Frances « Fannie » Barrier Williams (12 février 1855 - 4 mars 1944) est une enseignante américaine et militante pour les droits des femmes, ainsi que la première femme afro-américaine à devenir membre du Chicago Woman's Club. Elle est connue pour son engagement en faveur de la représentation des personnes de couleur au Conseil de contrôle de l'Exposition universelle de Colombie en 1893. Elle est également musicienne, portraitiste et étudie les langues étrangères.

## Jeunesse
Frances (Fannie) Barrier est née le 12 février 1855, et est la plus jeune de trois enfants d'Anthony et Harriet Barrier Son père, né en Pennsylvanie, est venu à Brockport, New York, dans son enfance. Il prétend être partiellement d'origine française. Il travaille comme coiffeur et devient plus tard marchand de charbon. Sa mère est née à Sherburne, une petite communauté dans le sud-est de Chenango, New York et consacre sa vie à élever ses enfants et à participer aux activités de l'église. Le couple se marie à Brockport, où ils sont l'une des rares familles noires de la ville. Sa famille fait partie d'une classe privilégiée puisque son père construit un solide portefeuille immobilier et possède une entreprise rentable. Barrier a des contacts avec l'élite blanche, sans subir de discrimination directe qui est importante ailleurs dans le pays. La famille Barrier fréquente la First Baptist Church à Brockport, où le père de Barrier est un leader laïque respecté, et où sa mère enseigne la Bible et joue du piano. Le famille est la seule famille noire de la congrégation.
Dans un article autobiographique de 1904 dans The Independent, Barrier indique à propos de sa jeunesse à Brockport que « … il n'aurait pas pu y avoir de relation plus cordiale, respectueuse et intime que celle de notre famille et des Blancs de cette communauté »,.
Barrier et ses frères et sœurs, Ella et George, fréquentent le « département primaire » ou l'école du campus de l'ancien Brockport Collegiate Institute. Après cela, Fannie Barrier continue dans la nouvelle école renommée Brockport State Normal School (maintenant SUNY-College à Brockport) et en est la première Afro-américaine à obtenir son diplôme en 1870.

## Début de carrière
Après avoir obtenu son diplôme, Barrier va dans le sud pour enseigner dans une école pour noirs à Hannibal, Missouri, où elle rencontre un niveau de racisme qu'elle n'a jamais connu à Brockport. Pour la première fois, elle est témoin de ségrégation, d'intimidation, d'agression physique et d'autres dégradations subies par de nombreux Noirs. Elle déclare qu'elle est « bouleversée » par la discrimination qu'elle rencontre et que cette nouvelle prise de conscience du racisme visant les femmes de couleur la conduit finalement à entreprendre une vie d'activisme.
Découragée par le racisme qu'elle vit, Barrier quitte le sud pour étudier le piano au New England Conservatory of Music de Boston, Massachusetts. Le conservatoire a une grande influence, et attire des étudiants et étudiantes du Nord et du Sud. Les étudiants blancs du Sud s'opposent à la présence de Barrier et elle est obligée de partir.
Après avoir quitté le conservatoire de Boston, Barrier se rendit dans la région de Washington, DC pour enseigner, rejoignant le mouvement éducatif émergent, qui se concentre sur les personnes affranchies. Le mouvement éducatif et la communauté lui permettent de socialiser et d'établir des liens avec d'autres Noirs instruits. lle connait des difficultés importantes en raison de sa condition d'afro-américaine lorsqu'elle s'inscrit à la School of Fine Arts de Washington pour étudier la peinture de portrait.
Alors qu'elle enseigne à Washington, DC, elle rencontre son futur mari Samuel Laing Williams de Géorgie et de Chicago. Il travaille au United States Pension Office tout en étudiant le droit à la Columbian University (plus tard George Washington University Law School). Ils se marient à Brockport en août 1887, et retournent à Washington pour s'installer en définitive à Chicago, dans l'Illinois, où Williams est admis au barreau de l'Illinois et ouvre un cabinet juridique. Le couple rejoint l'église All Souls (Unitarienne) à Chicago.

## Activisme social et travail caritatif
Barrier Williams et Samuel Laing Williams font partie de la classe sociale privilégiée noire du Midwest et s'investissent activement parmi les militants et réformateurs de la communauté locale. L'élite noire de Chicago comprend deux groupes distincts, la vieille garde, dont beaucoup ont émigré à Chicago pour échapper au climat oppressif du Sud, et la nouvelle génération. Ces groupes sont connus sous le nom de « Black 400 ».
La nouvelle génération est généralement née libre et éduquée, et les femmes sont plus visibles que jamais dans la sphère publique. La coopération interraciale est également cruciale pour créer des réseaux et gagner en influence.
Barrier Williams se distingue en tant qu'artiste et chercheuse. Elle est une portraitiste connue et étudie l'allemand par ailleurs. Barrier Williams et son mari font partie des membres fondateurs du Prudence Crandall Study Club, une organisation formée par l'élite de la communauté noire américaine de Chicago. Barrier Williams est directeur du département d'art et de musique et elle a dirigé le groupe de femmes aux côtés de Mary Jones. Ils étaient connus sous le nom de « Cultured Negro Ladies ».
Bien que de nombreuses organisations de femmes blanches ne considèrent pas leurs homologues noires comme des égales, Barrier Williams se fait une place dans l'Illinois Woman's Alliance (IWA), qui établit des liens entre les femmes du Prudence Crandall Study Club et le monde plus large de l'activisme public, en particulier au sein du mouvement ouvrier. L'IWA rend publiques les préoccupations des femmes, notamment en matière de santé et d'hygiène. Barrier Williams devient vice-présidente de l'IWA en 1889 et siège au comité chargé de la santé et de l'hygiène des pauvres.
En s'associant à Frederick Douglass et à Booker T. Washington, elle représente le point de vue des Noirs américains dans l'Illinois Women's Alliance et donne fréquemment des conférences sur la nécessité pour toutes les femmes, mais particulièrement les femmes noires, d'avoir le droit de vote. Ses droits de femmes ont été reconnus lorsqu'elle était la seule Américaine noire choisie pour faire l'éloge de Susan B. Anthony lors de la convention de la National American Woman Suffrage Association en 1907.
Barrier Williams aide à fonder la Ligue nationale des femmes de couleur en 1893 et son successeur, l'Association nationale des femmes de couleur (NACW) en 1896. Elle est également parmi les fondatrices de l'Association nationale pour l'avancement des personnes de couleur (NAACP) et travaille avec Mary Church Terrell pour créer la Fédération nationale des femmes afro-américaines en 1895.
Barrier Williams joue un rôle crucial dans la promotion du développement de l'hôpital Provident, qui ouvre en 1891. Elle fait pression avec acharnement pour un hôpital pour Noirs et géré par des Noirs, en particulier des infirmières uniquement noires, ce qui offre une opportunité d'emploi indispensable aux femmes noires.
Barrier Williams utilise son alliance avec l'IWA pour faciliter son entrée dans le mouvement des clubs de femmes blanches. Barrier Williams devient la première femme noire du prestigieux Chicago Woman's Club en 1894 et lorsqu'elle est nommée, elle et ses partisans reçoivent des menaces, tant publiques que privées. La finalisation de a nomination est une lutte,, mais elle est finalement intronisée en tant que membre en 1896.
Barrier Williams et son mari travaillent pour le Hyde Park Coloured Voters Republican Club et la Coloured Taft League. Williams joue un rôle central et continu dans le développement du centre Frederick Douglass en 1905, un foyer, qu'elle appelle «la maison noire de Hull ». Elle joue aussi un rôle déterminant dans la création de la Phyllis Wheatley Home for Girls.

### Exposition colombienne de 1893

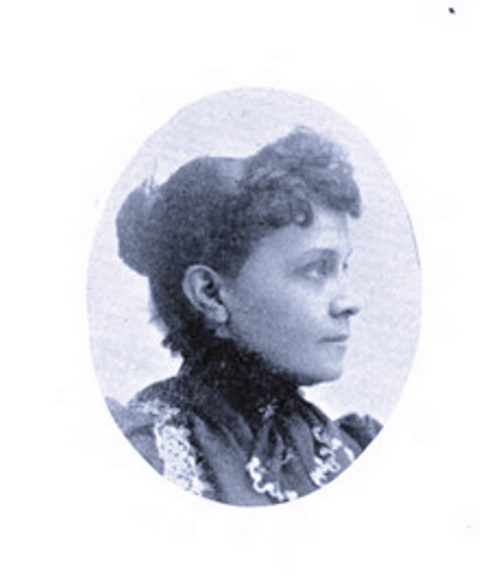
Fannie Barrier Williams.

Barrier Williams obtient une reconnaissance publique plus large en raison de ses efforts pour obtenir une représentation des Noirs à l'exposition colombienne de Chicago de 1893. Elle réussit à faire désigner deux membres du personnel pour les Afro-Américains et veille à ce que les intérêts afros-américains soient inclus dans le programme. Elle est nommée greffière chargée des intérêts colorés au Département de la publicité et des promotions.
Barrier Williams est invité à présenter deux discours à l'Exposition. Dans le premier, « Le progrès intellectuel des femmes de couleur des États-Unis depuis la proclamation d'émancipation », Barrier Williams s'adresse au Congrès mondial des femmes représentatives, et conteste l'idée que l'esclavage a rendu les femmes afro-américaines incapables d'atteindre le même niveau moral et intellectuel que les autres femmes. Elle appelle toutes les femmes à s'unir pour revendiquer leurs droits inaliénables. Son discours est suivi d'une discussion avec Anna Julia Cooper et Fanny Jackson Coppin, ainsi que de mots de louange pour les trois discours de femmes prononcés par Frederick Douglass.
Le deuxième discours est présenté au Parlement mondial des religions. Le discours (intitulé « Que peut faire la religion pour faire progresser la condition du nègre américain ? ») appelle les églises, en particulier celles du Sud, à ouvrir leurs portes à tous et toutes, quelle que soit leur race. Barrier Williams proclame continuellement sa croyance continue en la capacité de la religion et de la foi à corriger les problèmes de la société.

## Fin de vie
À partir de 1900, elle devient une fervente partisane du programme d'hébergement et de perfectionnement personnel de Booker T. Washington. Après la mort de son mari en 1921, Barrier Williams reste à Chicago jusqu'en 1926. En 1924, Williams devient la première femme et la première personne afro-américaine à être nommée au Chicago Library Board.
Elle revient à Brockport en 1926 pour vivre avec sa sœur Ella D. Barrier, où elle une vie beaucoup plus simple et calme. Le République de Brockport écrit en 1932 qu'elle est « très malade de la grippe ». Elle récupère, mais en raison de sa santé déclinante, elle rédige son testament cinq ans plus tard. Elle nomme les personnes qu'elle a aimé et les organisations militantes qui ont suivi son exemple comme bénéficiaires de sa succession et de ses biens.

## Mort et héritage
Le 4 mars 1944, elle meurt des suites d'une longue maladie,. Elle est enterrée au cimetière de Brockport le 14 mars 1944 à 14 heures. Sa sœur, Ella D. Barrier décède un an plus tard.
En 2014, le SUNY-College de Brockport donne son nom à la bourse d'études Fannie Barrier Williams Women of Courage. Il est décerné aux étudiantes et étudiants avec une note GPA de 3.0 ou plus, et les exigences comprennent un essai de leur engagement en faveur de la justice sociale,.